# Stefan Nerezov
Ștefan Nerezov (în bulgară Стефан Нерезов) (n. 12 noiembrie 1867, Sevlievo, Imperiul Otoman – d. 16 aprilie 1925, Sofia, Bulgaria) a fost unul dintre generalii armatei Bulgariei din Primul Război Mondial.
A îndeplinit funcția de comandant al Armatei 3 bulgară în campania acesteia din România, având gradul de general-locotenent.